# Vates luxuriosa
Vates luxuriosa es una especie de mantis de la familia Mantidae.

## Distribución geográfica
Se encuentra en Brasil y Perú.